# نزينغا: ملكة أنغولا (فلم)
نزينغا: ملكة أنغولا (بالبرتغالية: Njinga: Rainha de Angola) هُو فيلم ملحمي تاريخي أنغولي صدر سنة 2013 وأخرجه سيرخيو غراسيانو. الفيلم من بطولة كُل من ليزليانا بيريرا في دور الملكة نزينغا مباندي وإيريكا شيسابا وسيلفيو ناسيمنتو وآخرون. حصل الفيلم على 4 ترشيحات في حفل توزيع جوائز الأكاديمية الأفريقية للأفلام الحادي عشر، فاز منها بجائزتين هُما جائزة أفضل مُمثلة في دور رئيسي وجائزة أفضل مكياج

## القصة
تدور أحداث الفيلم في أنغولا في القرن السابع عشر، حيث يُركز على قصة حياة الملكة نزينغا مباندي. هذه الأخيرة وبينما كان والدها ملكًا، تدربت على الإستراتيجية العسكرية وفنون الحرب. يتناوب كل من والدها وشقيقها وابن أخيها على منصب الملك، لكنهم كلهم يموتون في ظروف غامضة. وفي الأخير تتولى نزينغا العرش، وقد قادت خلال فترة توليها العرش حروبا ضد البُرتغاليين والهولنديين.

## طاقم التمثيل
- ليزليانا بيريرا في دور الملكة نزينغا مباندي.
- إيريكا شيسابا في دور كيفونجي.
- آنا سانتوس
- سيلفيو ناسيمنتو في دور جاجا كاسا كانغولا.
- ميغيل هيرست في دور نجالي.
- خايمي خواكيم في دور مباندي.
- أورلاندو سيرجيو في دور جاغا كاساساج.

## الإنتاج
استغرق المُنتجون ست سنوات لجمع الأموال اللازمة لإنتاج الفيلم. أمضت كاتبة السيناريو إيسيلدا هيرست فترة عامين ونصف تبحث خلالها في السيرة الذاتية للملكة نزينغا والسياق التاريخي الذي عاشت خلاله. استشار استوديو الإنتاج بعض المؤرخين خلال عملية كتابة سيناريو الفيلم. صُورت أحداث الفيلم في منتزه كيساما الوطني في أنغولا وذلك على مدى تسعة أسابيع. اختار مُنتجو الفيلم استخدام اللغة البرتغالية كلغة أساسية للفيلم لأنهم اعتقدوا أنها ستسمح لأكبر عدد من الأنغوليين بفهم الفيلم، على الرغم من أن هذا غير دقيق تاريخيًا.

## الصدور
عُرض الفيلم في مهرجان مونتريال السينمائي الدولي سنة 2014. ثم عُرض لأول مرة في المملكة المتحدة في مهرجان الفيلم الأفريقي في لندن في 6 نوفمبر 2014، وخلال هذا العرض بيعت التذاكر بسرعة كبيرة لدرجة أنه اضطر المُنظمون للانتقال إلى مكان أكبر لعرض الفيلم. عُرض الفيلم مرة أخرى خلال المهرجان السينمائي الدولي للشتات الأفريقي في واشنطن العاصمة.

## الاستقبال النقدي
كتب فرناندو أريناس في مجلة الدراسات الأفريقية أنه على الرغم من افتقار الشخصيات إلى العُمق العاطفي، إلا أن الفيلم «يبرز في سياق طموح السينما الأفريقية لتصوير أحد الفصول الضخمة في تاريخ القارة». حصل الفيلم على جائزتين في حفل توزيع جوائز الأكاديمية الأفريقية للأفلام لسنة 2015، هُما جائزة الأكاديمية الأفريقية للأفلام لأفضل ممثلة في دور رئيسي التي كانت من نصيب ليزليانا بيريرا، وجائزة الأكاديمية الأفريقية للأفلام لأفضل مكياج.

## مسلسل تلفزيوني
حُول الفيلم إلى مُسلسل تلفزيوني يحمل نفس الاسم، وقد عُرض هذا الأخير خلال الفترة ما بين 2014 و2015.

## الجوائز والترشيحات
| السنة | حفل توزيع الجوائز                  | الجائزة                                                     | المُستلم للجائزة | النتيجة | مراجع         |
| ----- | ---------------------------------- | ----------------------------------------------------------- | --------------- | ------- | ------------- |
| 2015  | جوائز الأكاديمية الأفريقية للأفلام | جائزة الأكاديمية الأفريقية للأفلام لأفضل ممثلة في دور رئيسي | ليزليانا بيريرا | فوز     | [ 10 ] [ 11 ] |
| 2015  | جوائز الأكاديمية الأفريقية للأفلام | جائزة الأكاديمية الأفريقية للأفلام لأفضل تصميم أزياء        |                 | رُشِّح     | [ 10 ] [ 11 ] |
| 2015  | جوائز الأكاديمية الأفريقية للأفلام | جائزة الأكاديمية الأفريقية للأفلام لأفضل مكياج              |                 | فوز     | [ 10 ] [ 11 ] |
| 2015  | جوائز الأكاديمية الأفريقية للأفلام | جائزة الأكاديمية الأفريقية للأفلام لأفضل موسيقى تصويرية     |                 | رُشِّح     | [ 10 ] [ 11 ] |

## روابط خارجية
مقالات تستعمل روابط فنية بلا صلة مع ويكي بيانات